# Nădrag
Nădrag es una comuna ubicada en el distrito de Timiș, Rumania.

## Superficie
Posee una superficie de 132,5 kilómetros cuadrados.

## Demografía
Hasta 2021 la población era de 2371 habitantes, con una densidad de población de 17,89 habitantes por kilómetro cuadrado.